# Antonio Cabrera y Corro
Antonio Nicolás Cabrera y Corro fue un sacerdote español nacido en Chiclana de la Frontera en 1763 y fallecido en Cádiz en 1827.
Conocido como El magistral Cabrera, este hijo de panaderos fue catedrático de Filosofía en el seminario de Cádiz, botánico y miembro de la Sociedad Botánica de Lemdem, en Suecia. Herborizó en la Sierra del Aljibe, y destacó en el estudio de las algas. 
Tuvo ilustres discípulos como Chape, Tornos, Arbolí... Cura del sagrario de la catedral de Cádiz y canónigo magistral por oposición (1801). Miembro de la Junta Patriótica en la Guerra de la Independencia, es autor de las obras Lista de los peces del mar de Andalucía y Lista de aves.